# Сугмутенъях (приток Кульёгана)
Сугмутенъях (устар. Сугмутен-Ях) — река в России, протекает в Ханты-Мансийском АО, левый приток Кульёгана.
Река Сугмутенъях течёт с юга на север. Устье реки находится в 185 км по левому берегу реки Кульёган. Длина реки составляет 22 км.

## Данные водного реестра
По данным государственного водного реестра России относится к Верхнеобскому бассейновому округу, водохозяйственный участок реки — Обь от впадения реки Вах до города Нефтеюганск, речной подбассейн реки — Обь ниже Ваха до впадения Иртыша. Речной бассейн реки — Обь (верхняя) до впадения Иртыша.
Код объекта в государственном водном реестре — 13011100112115200041399.